# Церква Христа (Назарет)
Церква Христа (івр. כנסיית המשיח ; араб. كنيسة المسيح) — англіканська церква, розташована в місті Назарет, Ізраїль. Через фінансові проблеми будівництво церкви вдалося завершити 1871 року. А шпиль удалося додати через 143 роки, у 2014 році. Поруч міститься відома базиліка Благовіщення.

## Історія
Церква Христа в Назареті — остання робота швейцарського архітектора Фердинанда Штадлера. Роботи розпочалися в 1869 році, але будівництво не завершили до смерті Штадлера у 1870 році. Коли церква була завершена в 1871 році, це була друга англіканська церква, побудована на Святій Землі. Перша розташована в Єрусалимі. Будівлю освятили єпископ Самуель Ґобат та о. Джон Целлер, який був пастором на той час. Церковне місіонерське товариство (CMS) направило багатьох ранніх місіонерів для служіння у церкві. Храм слугував місіонерським центром для регіону, а служіння також відбувалося в Муджейдалі (нині Міґдал-га-Емек), Рейна та Кафр Канна (Кана Галілейська).
Низка впливових священників англіканської церкви були пасторами та місіонерами, які служили в Церкві Христа або базувалися там. Серед них Фредерік Август Кляйн, Майкл Ка'вар, Серафім Бутаджі та Халіл Джамал; останній багато зробив для заснування протестантської присутності на Східному березі Йордану.
Джон Целлер (або Йоханнес Целлер, як його іноді називали) описав богослужіння в церкві наприкінці 19 століття такими словами:
|  | Одну частину зали заповнюють дівчата школи-інтернату та жінки конгрегації; а інший так тісно заповнений чоловіками, що кожен спостерігач хотів би мати більше місця. Богослужіння відбувається арабською мовою, згідно з літургією Англіканської церкви. Відповіді вимовляє вся громада, і всі сердечно приєднуються до співу під акомпанемент фісгармонії. […] незнайомець відразу здивувався б, побачивши, що їхні голови покриті червоною фескою, або маленькою білою шапочкою, або чорною хусткою, перев'язаною коричневою мотузкою, як бедуїнство; і все-таки він був би вражений пильною увагою, вираженою майже на кожному обличчі під час проповіді |

## Сучасний період
Станом на 2013 рік церква налічувала близько 40 сімей, і членство є майже повністю арабським. Щонеділі вранці є одна служба арабською мовою. За винятком гостей, службу зазвичай відвідує близько 50 прихожан.

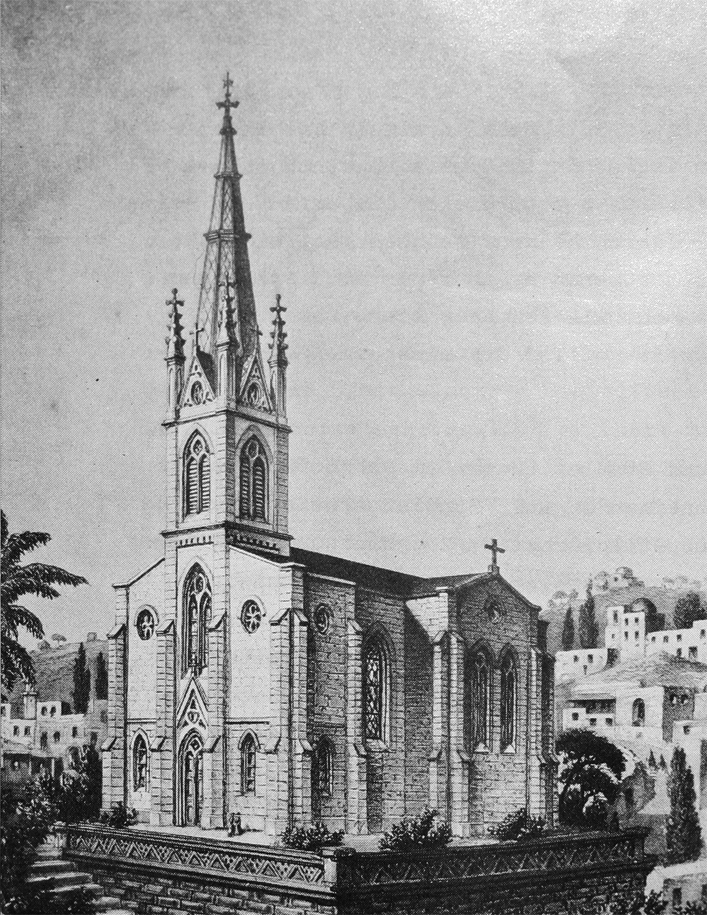
Малюнок церкви із зображенням шпиля, який звели аж 2014 року
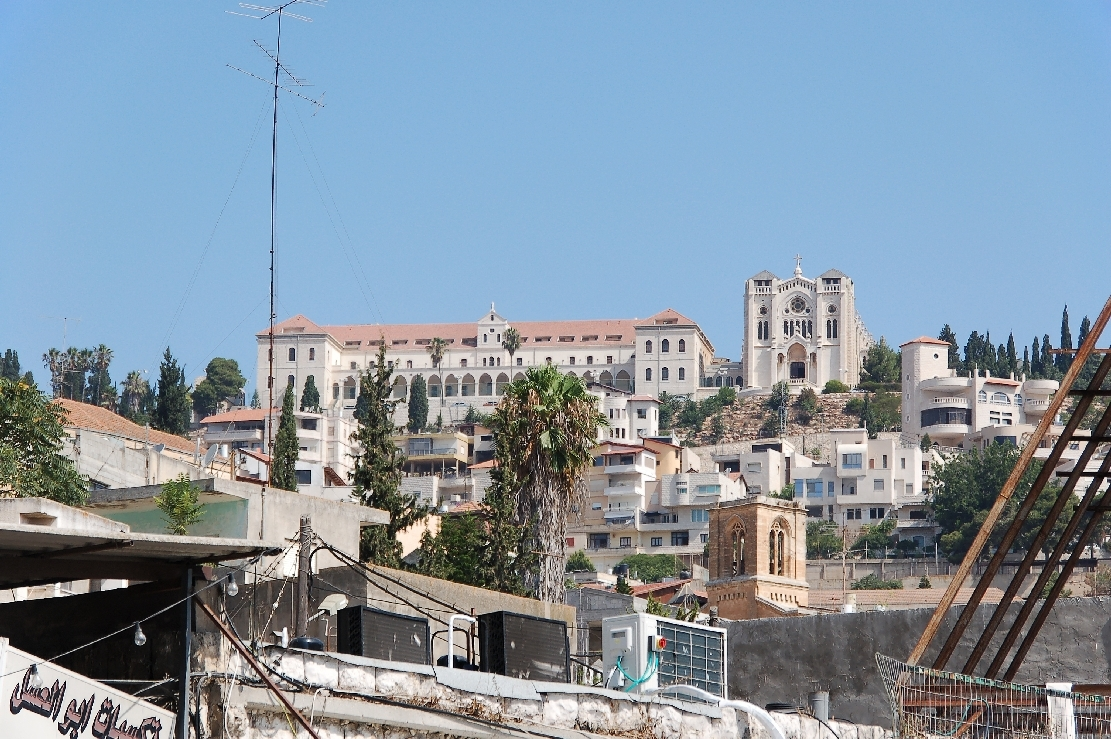
Загальний вид (2011)
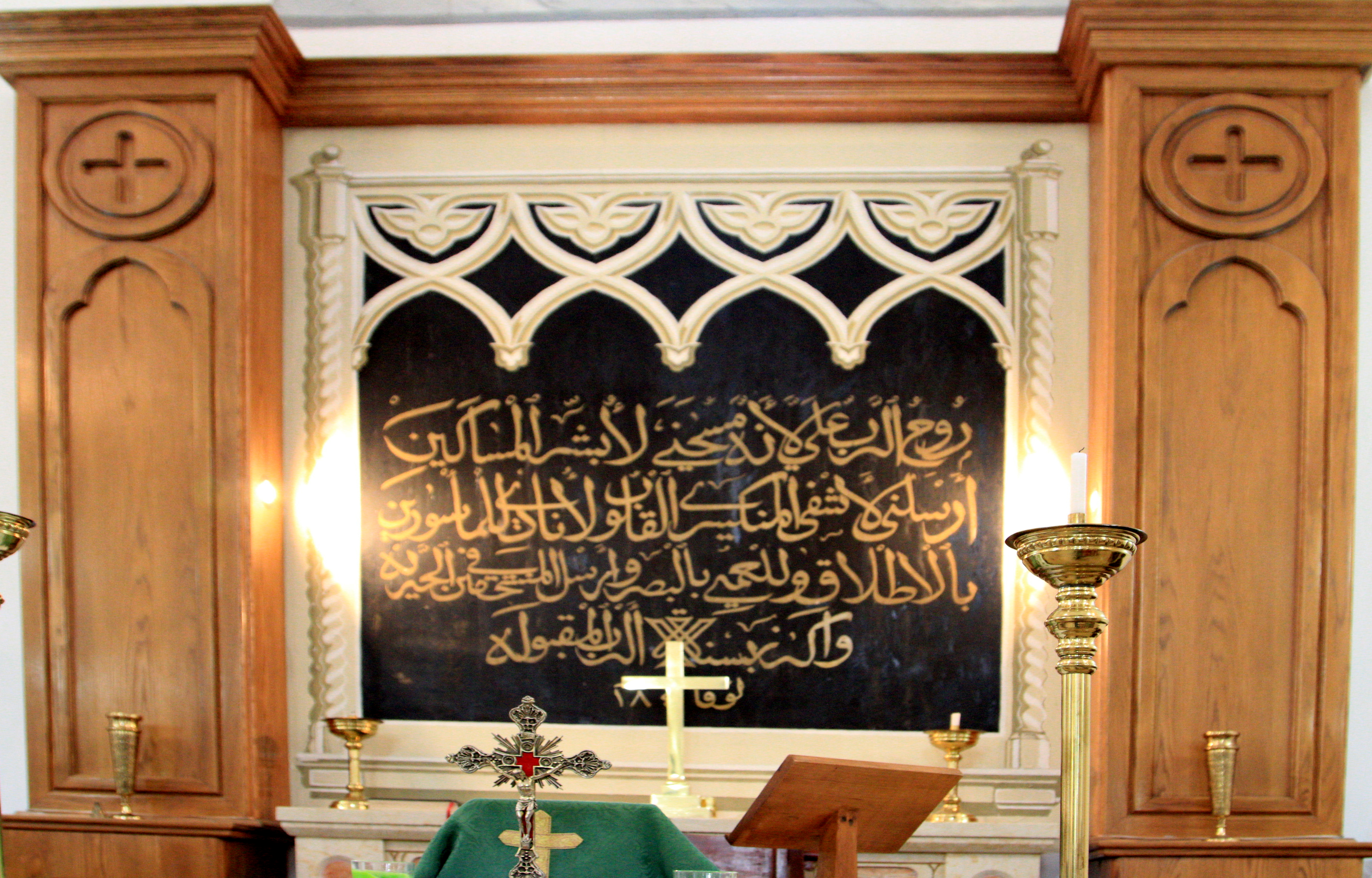
Вівтар (2014)
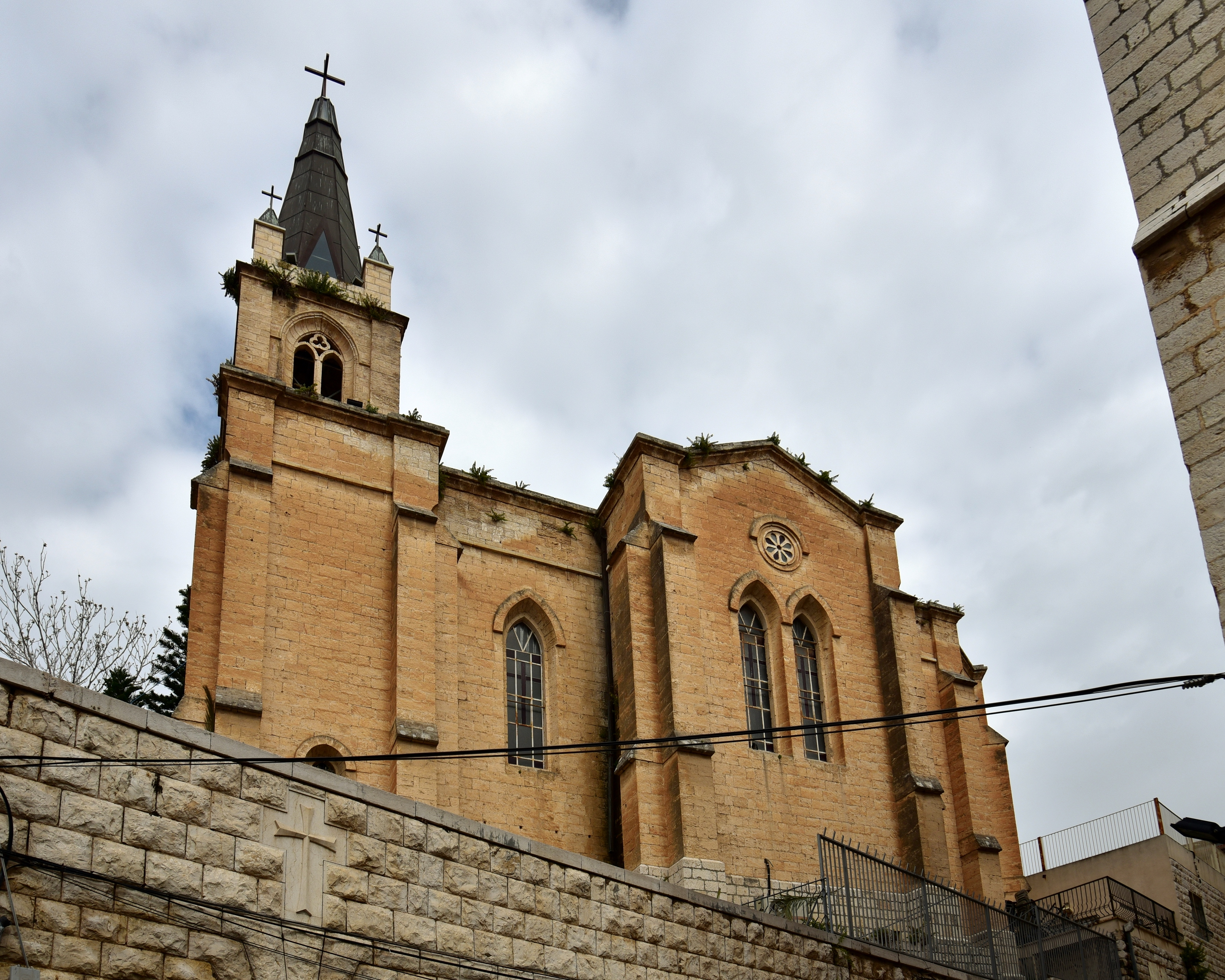
Вид на церкву (2019)

## Виноски
1. ↑  Anglican Church. Nazareth Cultural & Tourism Association. Архів оригіналу за 3 березня 2016. Процитовано 6 лютого 2009. [Архівовано 2016-03-03 у Wayback Machine.]
2. ↑  Miller, Duane Alexander (October 2012). Christ Church (Anglican) in Nazareth: a brief history with photographs (PDF). St Francis Magazine. 8 (5): 696—703. Архів оригіналу (PDF) за 8 вересня 2013. Процитовано 15 листопада 2012. [Архівовано 2013-09-08 у Wayback Machine.]
3. ↑  Zeller, John (1870). A Sunday in Nazareth. The Church Missionary Gleaner. 20: 91. Процитовано 8 лютого 2013.
4. ↑  Miller, Duane (June 2012). The First Church in the Diocese of Jerusalem. Anglican and Episcopal History. 81 (2): 211—218. Архів оригіналу за 1 квітня 2022. Процитовано 16 грудня 2014.